# Joseph Loth
Joseph Loth (* 7. März 1896 in Rieneck als Joseph Waßmuth; † 14. August 1970 in Friedberg, Hessen) war ein hessischer Politiker (KPD Hessen) und Abgeordneter des Landtags des Volksstaates Hessen in der Weimarer Republik.

## Familie und Beruf
Joseph Waßmuth war der Sohn der alleinerziehenden Arbeiterin Wilhelmine Waßmuth. Diese heiratete 1902 den Tagelöhner Adam Loth. Joseph Loth heiratete später Frieda Louise Klara Lotzin. 
Der gelernte Metallarbeiter begann im Mai 1914 als Eisenbahnarbeiter, war ab Juni 1920 Zugschaffner. 1924 entlassen, wurde er 1927 in den einstweiligen Ruhestand versetzt.

## Politik
Joseph Loth war Funktionär der KPD in Friedberg, gehörte dort von 1928 bis 1930 dem Stadtrat an und war 1931/32 Abgeordneter des Landtages in der 5. Wahlperiode. Da er auch nach dem Machtantritt der Nazis für die KPD zu den Landtagswahlen kandidierte, wurde er am 10. März 1933 in Friedberg verhaftet. Am 5. April 1933 verurteilte ihn das Sondergericht beim Oberlandesgericht Darmstadt zu einem Jahr Gefängnis. Er wurde im Dezember 1933 entlassen, im Januar 1934 erneut festgenommen, kam mehrere Monate in „Schutzhaft“. Nach seiner Freilassung traf er sich u. a. mit dem im Untergrund lebenden Wilhelm Beuttel. Am 26. Februar 1943 wurde Loth abermals verhaftet und am 29. März 1944 durch den 2. Senat des Volksgerichtshofs zu sechs Jahren Zuchthaus verurteilt. Bis Mai 1944 saß er zunächst in der Strafanstalt Mainz, anschließend bis zur Befreiung am 27. April 1945 im Zuchthaus Butzbach.
Loth begann nach dem Krieg erneut bei der Bahn zu arbeiten und war lange Jahre auf dem Bahnhof Friedberg angestellt. Er trat wieder der KPD bei, gehörte ab 1969 der DKP an.